# Parti vert oxygène
Le Parti vert oxygène (en espagnol : Partido Verde Oxígeno) est un parti politique colombien centriste. Il est créé par Íngrid Betancourt en 1998 à la suite du scandale généré par le Procès 8000. La corruption du parti libéral, ses connexions avec le Cartel de Cali et les méthodes criminelles du gouvernement l'avaient convaincu de se retirer des rangs libéraux pour constituer son propre parti.

## Présentation
Dans son livre La rage au cœur, Betancourt fixe ainsi les objectifs du parti :
- la lutte contre la corruption en premier ;
- la redistribution des richesses ;
- la protection de l'environnement en dernier.

Le parti disparaît une première fois en 2005. Il est réactivé en 2021, alors qu'Íngrid Betancourt effectue son retour en politique dans le cadre de la coalition centre espérance, rassemblement centriste qui doit désigner un candidat à l'élection présidentielle de 2022. En janvier 2022, par décision de Betancourt, le parti se retire de cette coalition en raison de différends avec certains de ses membres et décide de présenter une candidature présidentielle indépendante. Betancourt, désignée pour être candidate se retire cependant le 20 mai suivant.
Lors des élections législatives et sénatoriales du 13 mars 2022, le parti fait élire un député, Daniel Carvalho, et un sénateur, Humberto De la Calle.  Le 16 juillet suivant, quatre jours avant l'installation du nouveau parlement, les deux hommes sont exclus du parti en raison de leur désaccord avec les directives du parti de se déclarer en opposition au gouvernement de Gustavo Petro.